# Grotta di Raymonden
La Grotta di Raymonden è un sito archeologico del paleolitico superiore che si trova a Chancelade, Nuova Aquitania in Francia, dove sono stati ritrovati diversi manufatti litici preistorici e i resti fossili dell'Uomo di Chancelade, vissuto tra i 17.000-12.00 anni fa.

## Scavi
Il sito preistorico fu scoperto nel 1876 da M. Hardy, che iniziò anche i lavori di scavo, preseguiti nel 1883 da due professori universitari di Périgueux. Durante la costruzione della linea ferroviaria Périgueux-Brantôme, i depositi antistanti la grotta (compresi numerosi manufatti in pietra e osso) furono erroneamente utilizzati come ghiaia per le fondazioni dei binari, e di conseguenza si dispersero su quasi un chilometro. Dopo questo evento con danni irreparabili, Hardy e M. Féaux iniziarono uno studio sistematico del sito che durò fino al 1888, quando ritrovarono il sepolcro con i resti fossili dell'Uomo di Chancelade.